# Johanneum am Speersort

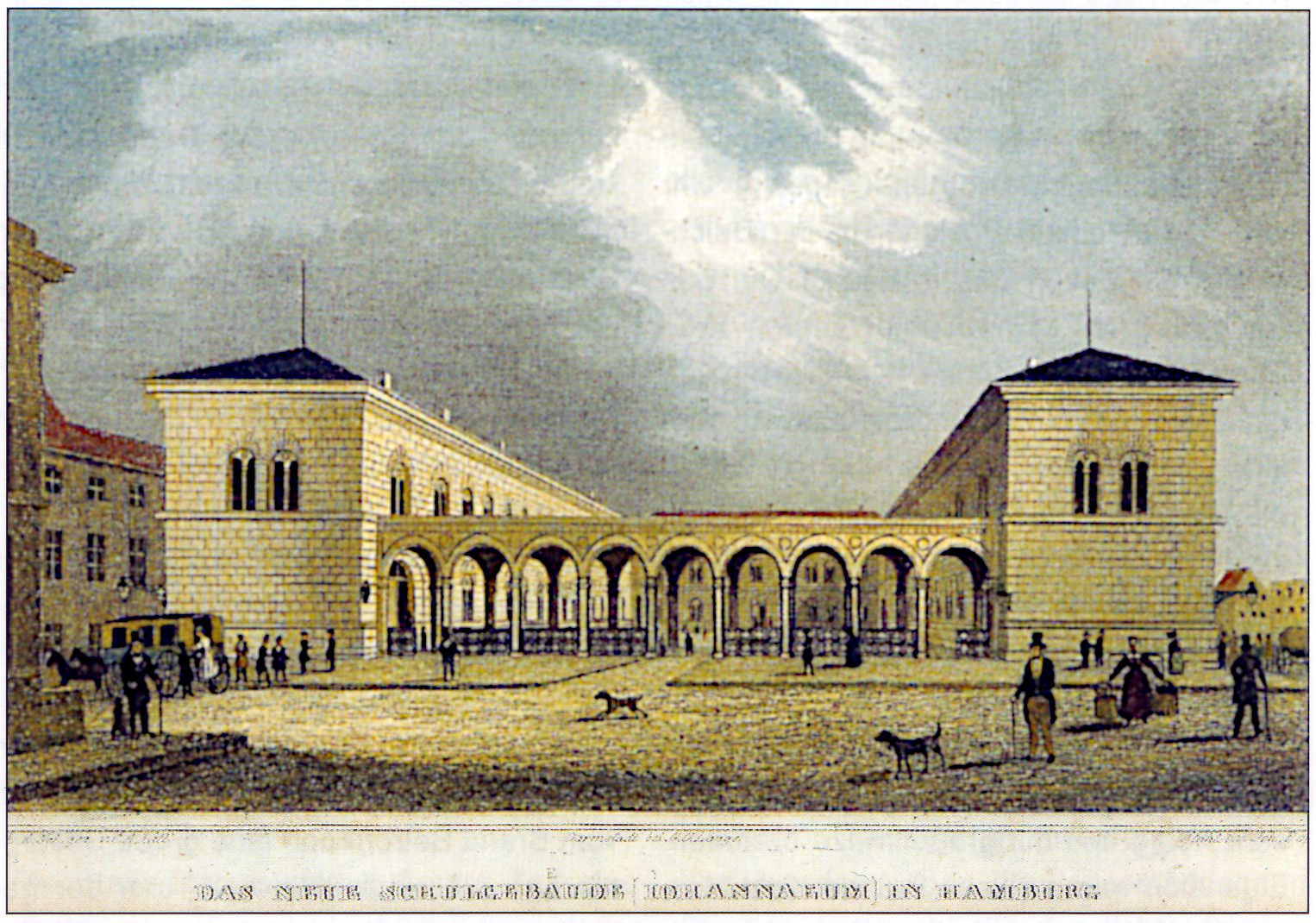
Das neue Schulgebäude (Johanneum) in Hamburg, Lithografie von Carl Lill 1841, Ansicht von Norden (Speersort)

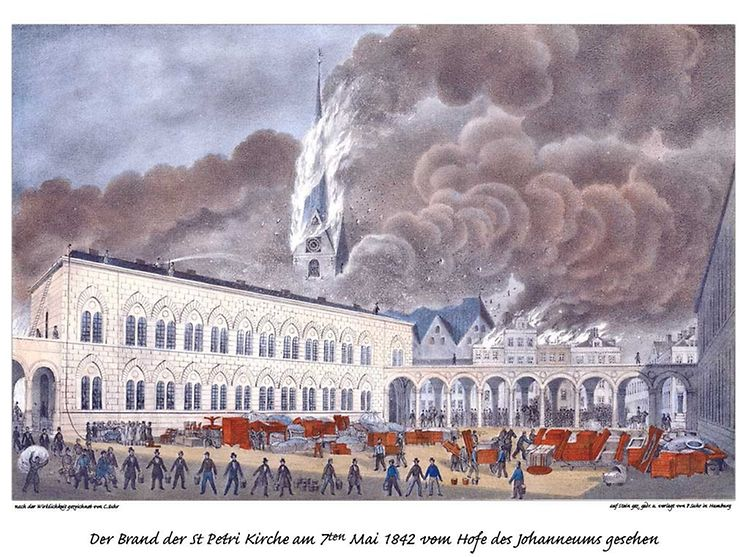
Blick vom Innenhof des Johanneums auf die brennende St. Petri-Kirche am 7. Mai 1842. Das Johanneum selbst konnte vor den Flammen gerettet werden.

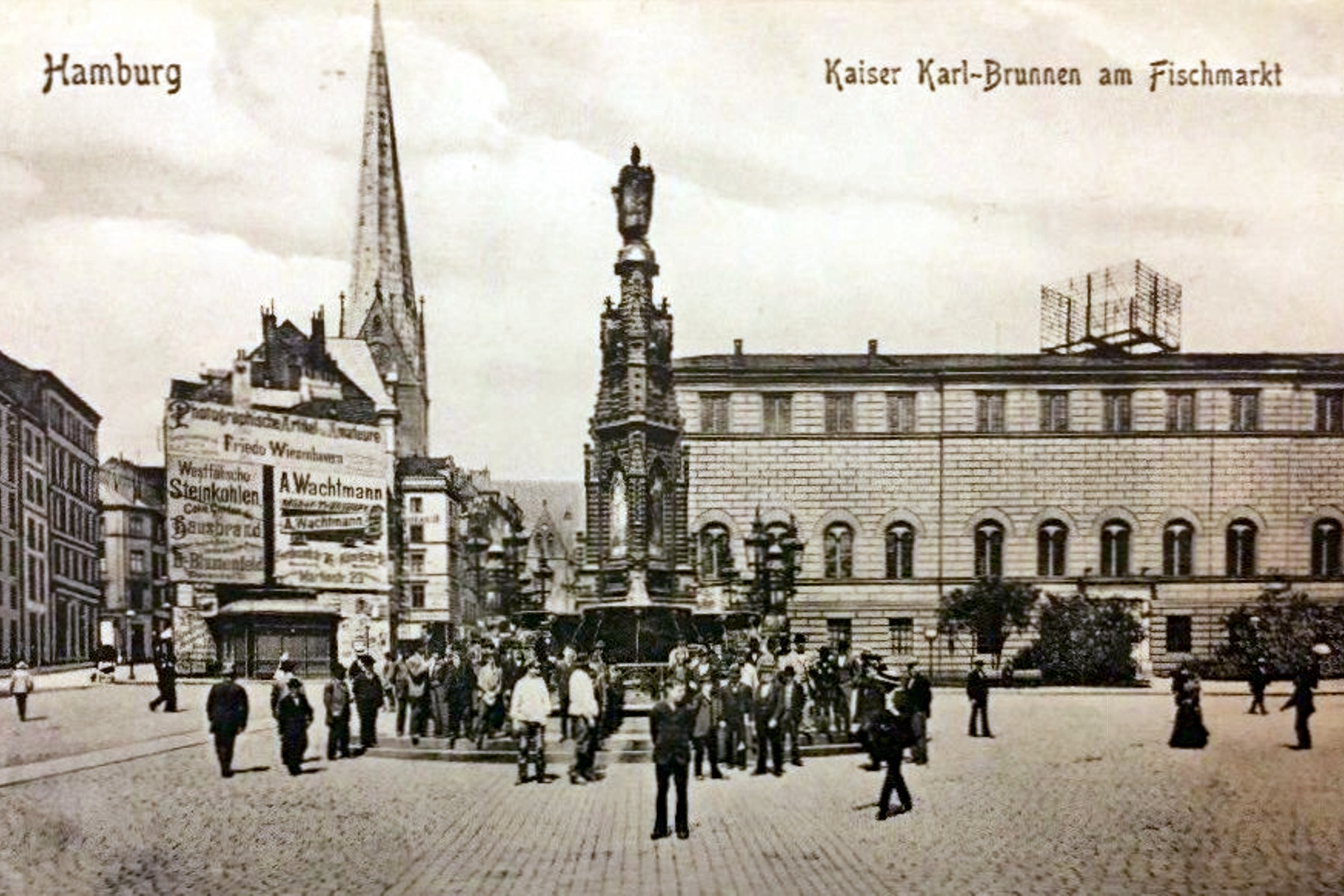
Ansicht des Mittelbaus von Süden (Fischmarkt), um 1900, im Hintergrund links der Turm der Petrikirche

Das Johanneum am Speersort war ein klassizistischer Gebäudekomplex in Hamburg. Er wurde 1837–1840 nach Plänen von Carl Ludwig Wimmel und Franz Gustav Forsmann als „Gebäude für Hamburgs höhere Lehranstalten“ erbaut und beherbergte neben dem namensgebenden Johanneum, das seinerzeit aus einer Gelehrtenschule und einer Realschule (später Realgymnasium) bestand, auch das Akademische Gymnasium, die Stadtbibliothek (später Staats- und Universitätsbibliothek) sowie mehrere wissenschaftliche Sammlungen, zeitweise auch die Commerzbibliothek. Nach dem sukzessiven Auszug der Schulen und Sammlungen wurde das Gebäude zuletzt nur noch von der Staats- und der Commerzbibliothek genutzt und im Zweiten Weltkrieg bei Luftangriffen auf Hamburg 1943/44 zerstört. Die letzten Ruinenreste, darunter die markante Arkadenreihe zum Speersort, wurden 1955 für den autogerechten Ausbau der heutigen Domstraße abgerissen.

## Lage und Baubeschreibung

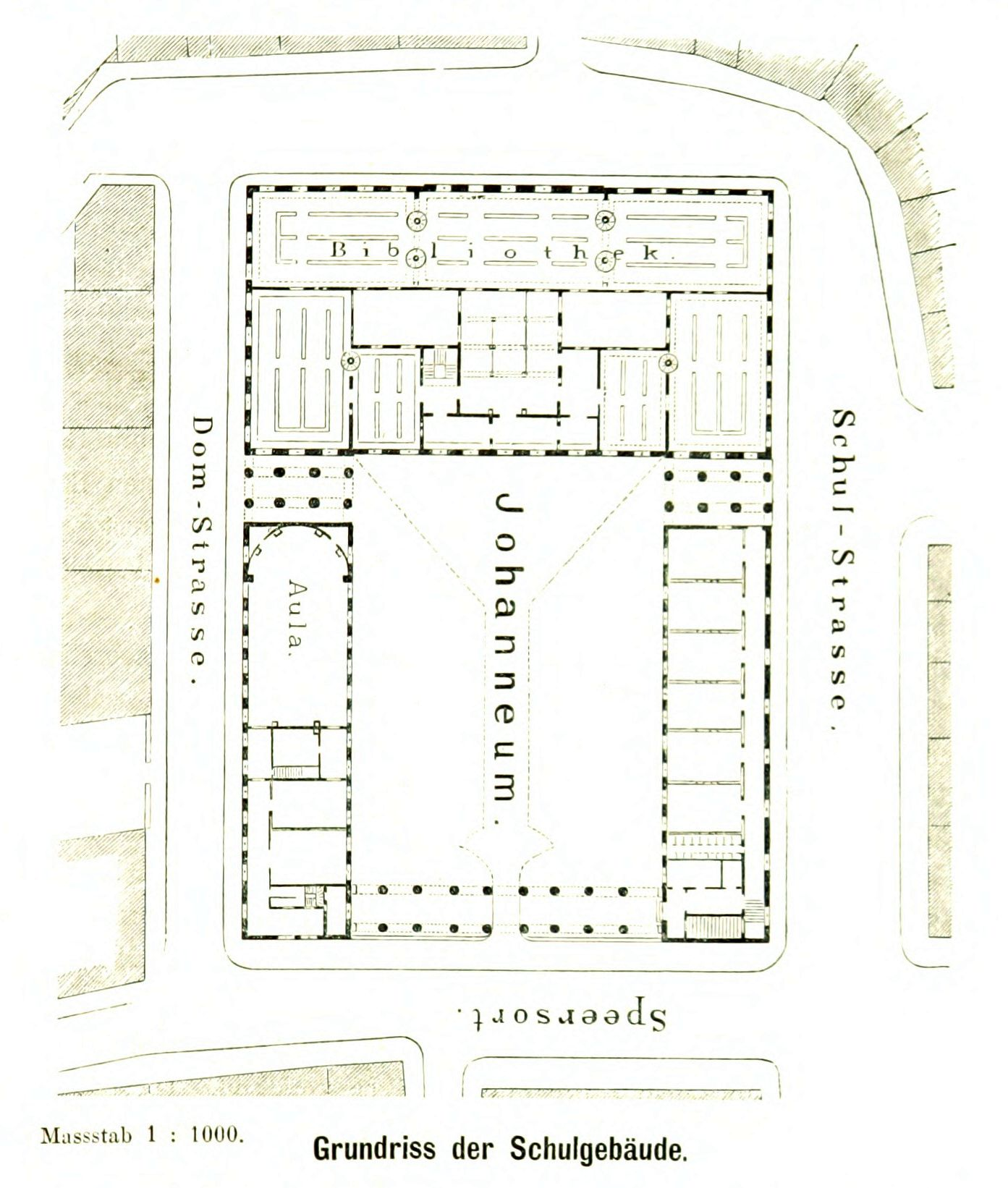
Lageplan, gesüdet. Die „Dom-Strasse“ entspricht nicht der heutigen, erst nach dem Zweiten Weltkrieg angelegten Domstraße, sondern der heutigen Buceriusstraße.

Das Gebäude befand sich auf dem heutigen Hammaburg-Platz (bis 2024: Domplatz) südlich der Hauptkirche St. Petri am Ort des 1804–1806 abgerissenen Hamburger Mariendoms. Es bestand aus drei U-förmig angeordneten Gebäudeflügeln, die durch Arkadengänge miteinander verbunden waren und einen Innenhof umschlossen, der nach Norden zum Speersort hin durch eine weitere, neunbogige Arkadenreihe abgeschlossen wurde. Um das nach Süden abfallende Gelände auszugleichen, besaß der Mittelbau ein zusätzliches Untergeschoss, während die Seitenflügel nur zweistöckig ausgeführt waren.
Der Mittelbau maß 62 × 32 Meter und umschloss zwei Lichthöfe, während die deutlich schmaleren Seitenflügel jeweils etwa 50 Meter lang und 13 Meter breit waren. Alle drei Flügel waren in hellem Quaderputz ausgeführt und mit flachen Walmdächern gedeckt. Die Seitenflügel und das Hauptgeschoss des Mittelbaus besaßen durchgängig Rundbogenfenster, nur das Sockel- und Obergeschoss des Mittelbaus wiesen Rechteckfenster auf.
Zum Johanneumskomplex gehörten ursprünglich neun „Professorenhäuser“ als Wohnungen der Lehrer in der unmittelbaren Umgebung, von denen die beiden zum Schopenstehl hin gelegenen Ende des 19. Jahrhunderts im Zuge der Vergrößerung und Neugestaltung des (alten) Fischmarktes abgerissen wurden. Die sieben verbliebenen Häuser mussten in den 1930er Jahren dem Neubau des Pressehauses (heute Helmut-Schmidt-Haus) weichen.
Für die Beheizung des Gebäudes kamen Luftheizungsöfen („Luftzeigungsöfen“) zum Einsatz, die der Mechaniker Libbertz konstruiert hatte und die sich schon nach kurzer Zeit bewährten. Über einen im Herbst 1839 im Souterrain des Realschulgebäudes gesetzten Ofen heißt es: „Man hat den ganzen Winter 1838/39 hindurch zwei Säle jenes Gebäudes durch denselben beheizt, und der günstige Erfolg der Anlage hat zu dem Beschlusse geführt, auch die übrigen Oefen [im Souterrain] erbauen zu lassen.“

## Nutzungsgeschichte
Der Mittelbau beherbergte anfangs das Akademische Gymnasium, die Stadtbibliothek sowie die wissenschaftlichen Sammlungen, aus denen später das Naturhistorische Museum, das Völkerkundemuseum und das Museum für Hamburgische Geschichte hervorgingen. Der westliche Seitenflügel nahm die Realschule des Johanneums auf, während die Gelehrtenschule zunächst den Ostflügel bezog.
1874 zog die Realschule in ein neues Schulgebäude vor dem Steintor (heute: Museum für Kunst und Gewerbe), fortan wurde der Westflügel von der Gelehrtenschule mitgenutzt. 1883 wurde das nicht mehr zeitgemäße Akademische Gymnasium aufgelöst, 1891 bezog das Naturhistorische Museum ein eigenes Gebäude am Schweinemarkt, 1912 das Völkerkundemuseum seinen Neubau an der Rothenbaumchaussee. Die dadurch freiwerdenden Räume im Mittelbau wurden von der stark expandierenden Stadtbibliothek übernommen. Als 1914 die Gelehrtenschule in einen von Fritz Schumacher entworfenen Neubau im Stadtteil Winterhude umzog, konnten beide Seitenflügel ebenfalls für Bibliothekszwecke umgebaut werden. Die Stadtbibliothek übernahm den Westflügel, während der Ostflügel der Commerzbibliothek zugewiesen wurde, die vorher im Börsengebäude am Adolphsplatz bzw. seit 1907 übergangsweise in drei „Professorenhäusern“ an der heutigen Buceriusstraße untergebracht gewesen war. Der Auszug aus der Börse war erforderlich geworden, weil für den Bau der U-Bahn zwischen Rathaus und Rödingsmarkt (heutige Linie U3) der südliche Börsenflügel an der Großen Johannisstraße abgerissen werden musste. Mit der Eröffnung des Museums für Hamburgische Geschichte am Holstenwall (1922) konnten schließlich auch dessen Sammlungen das Gebäude am Speersort verlassen.

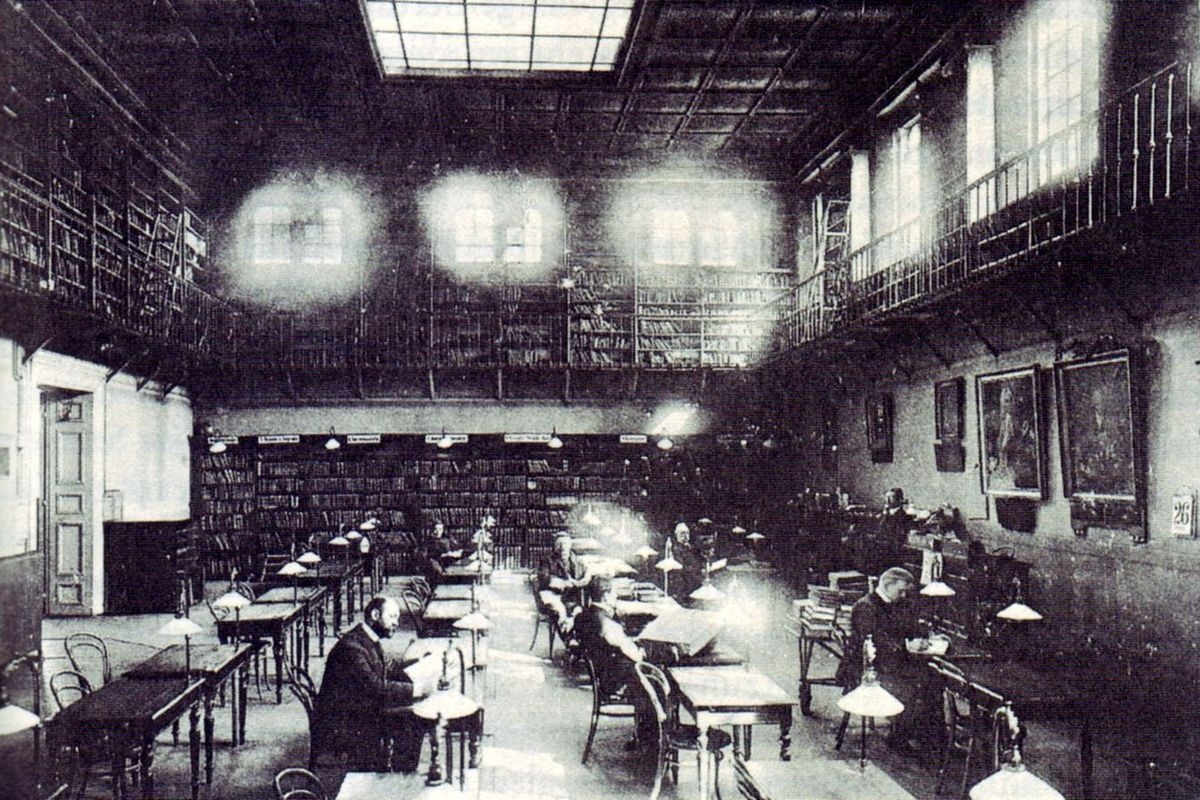
Lesesaal der Stadtbibliothek (um 1900)
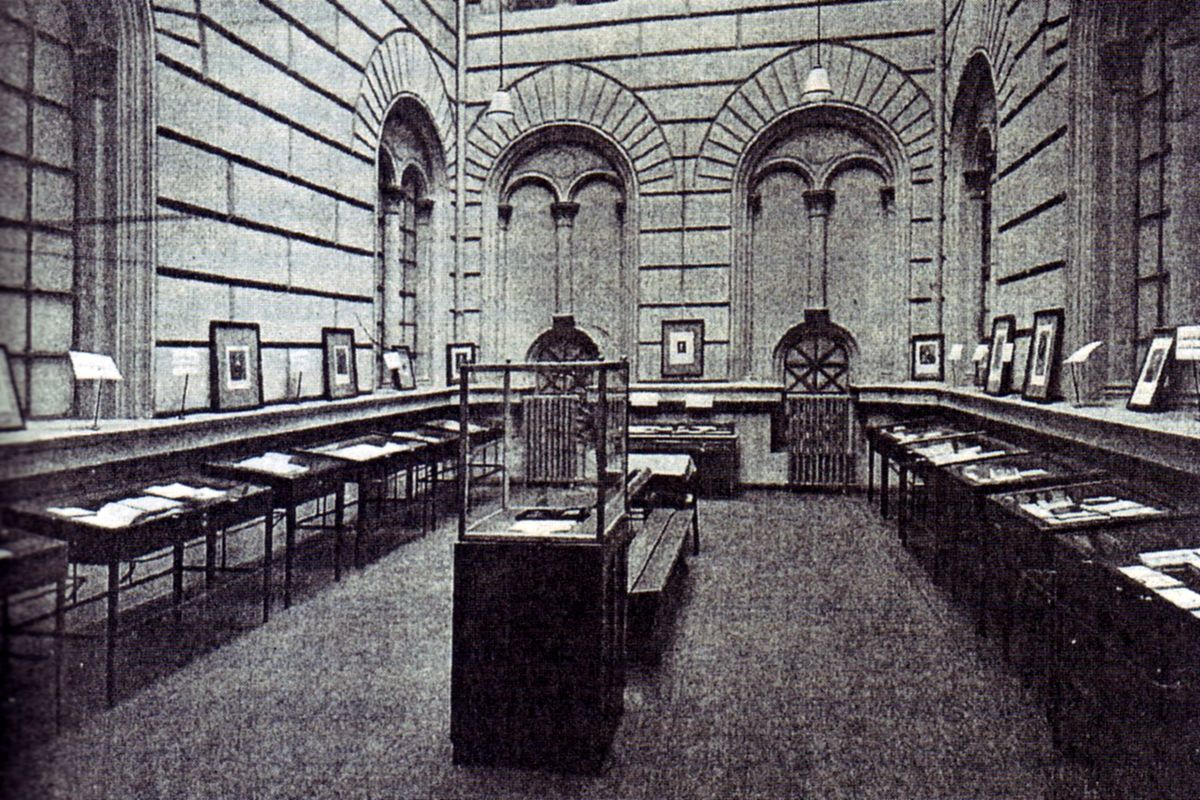
Ausstellungsraum im Lichthof des Mittelbaus
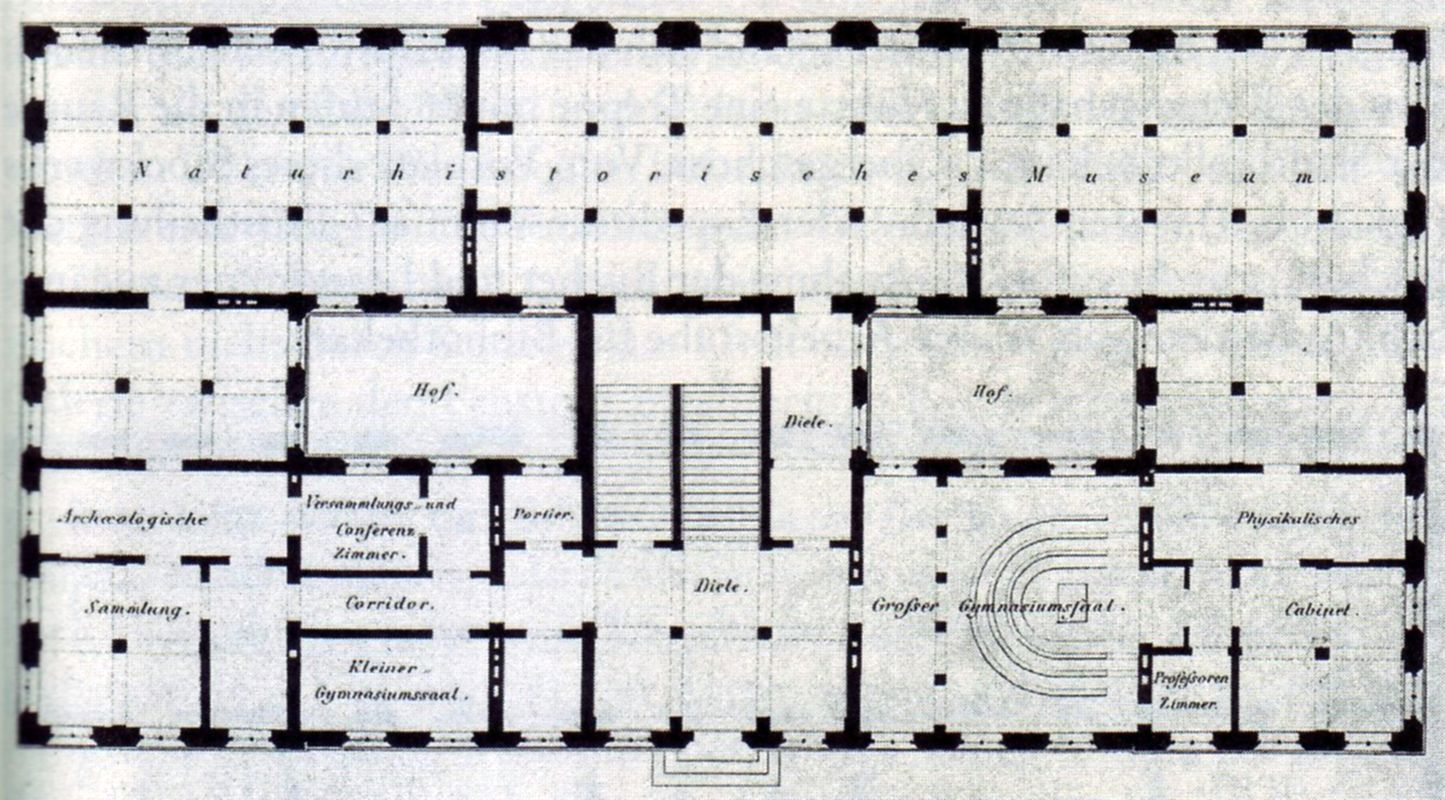
Grundriss Mittelbau Erdgeschoss
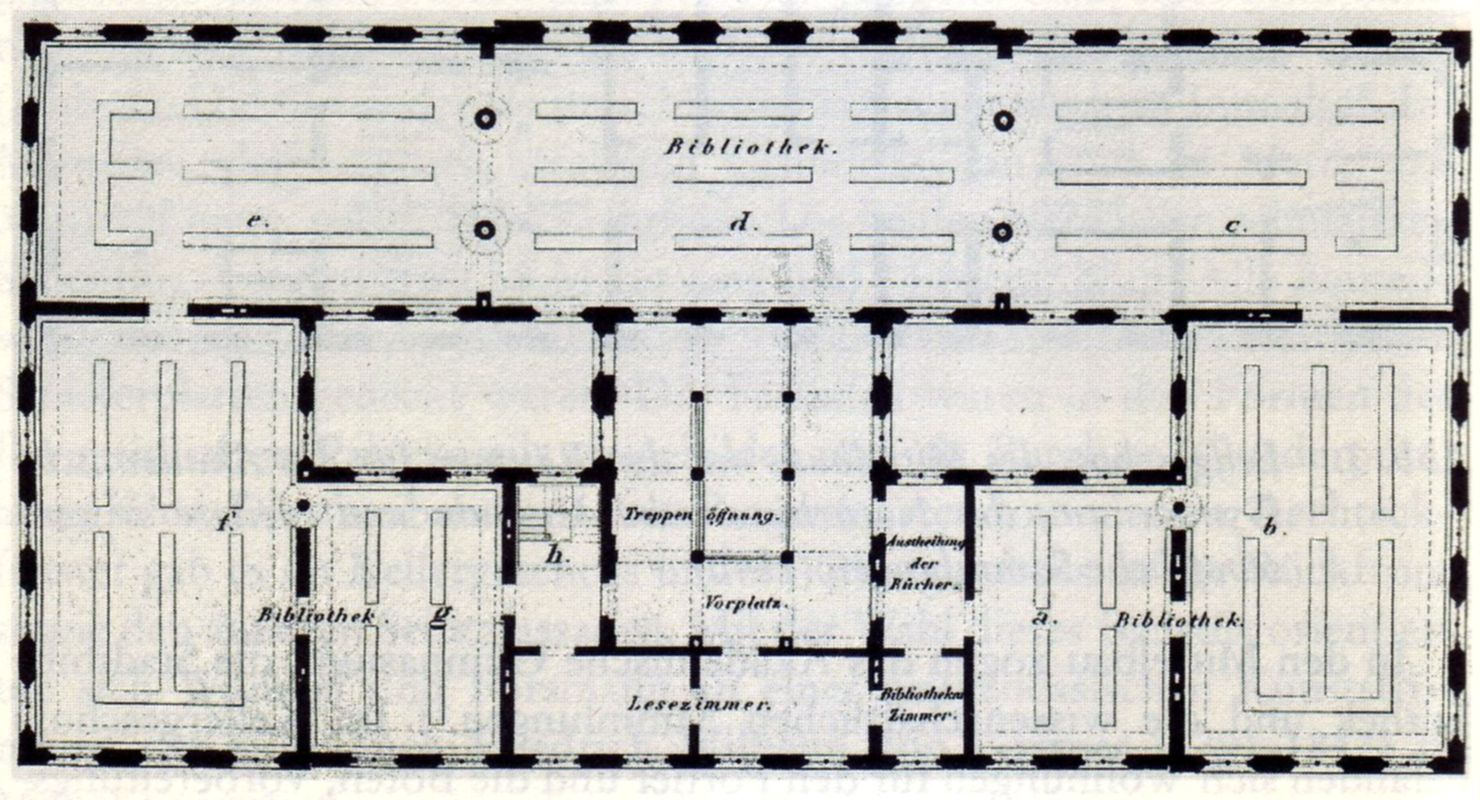
Grundriss Mittelbau Obergeschoss
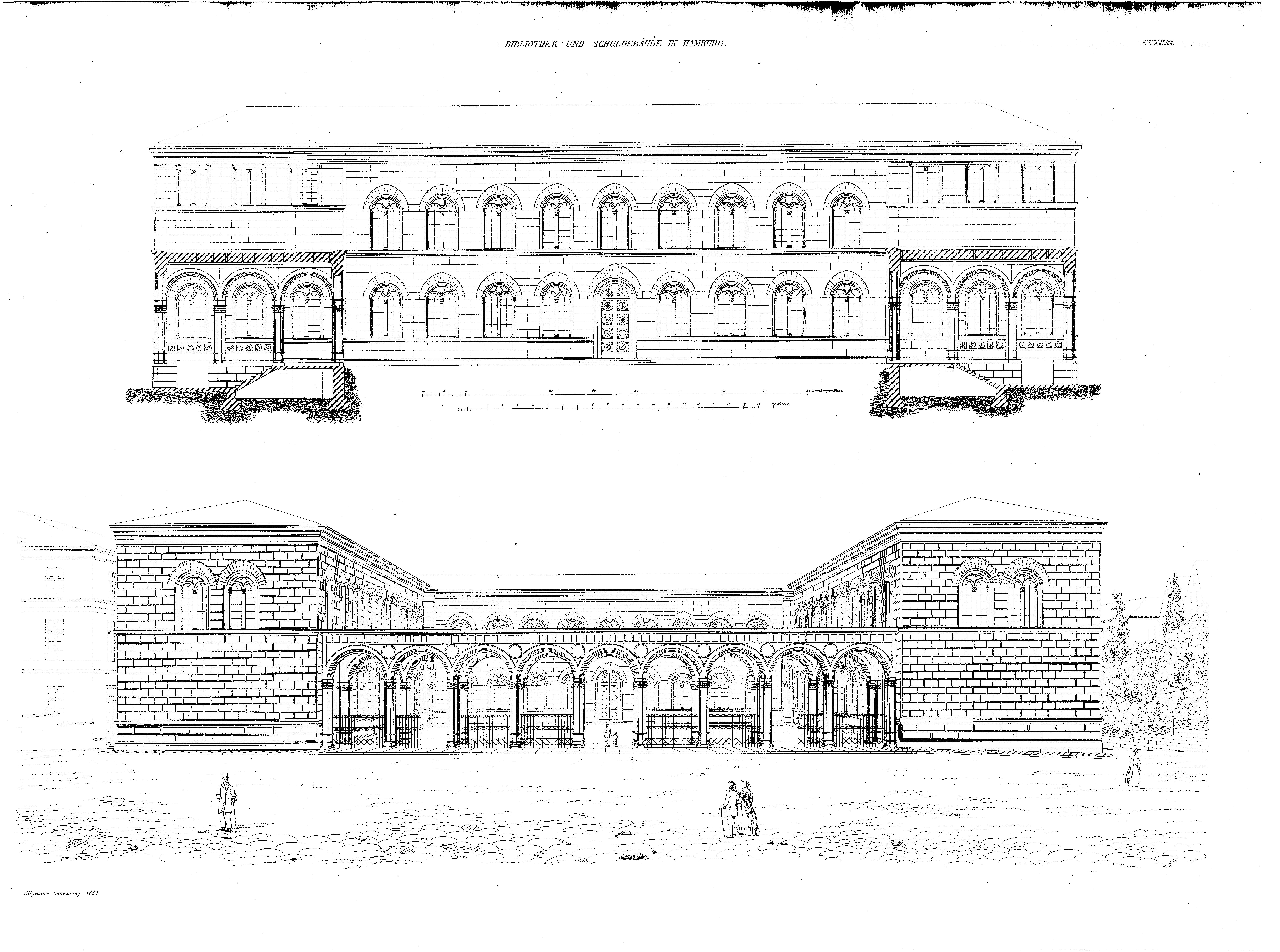
Ansichten (Allgemeine Bauzeitung 1839)
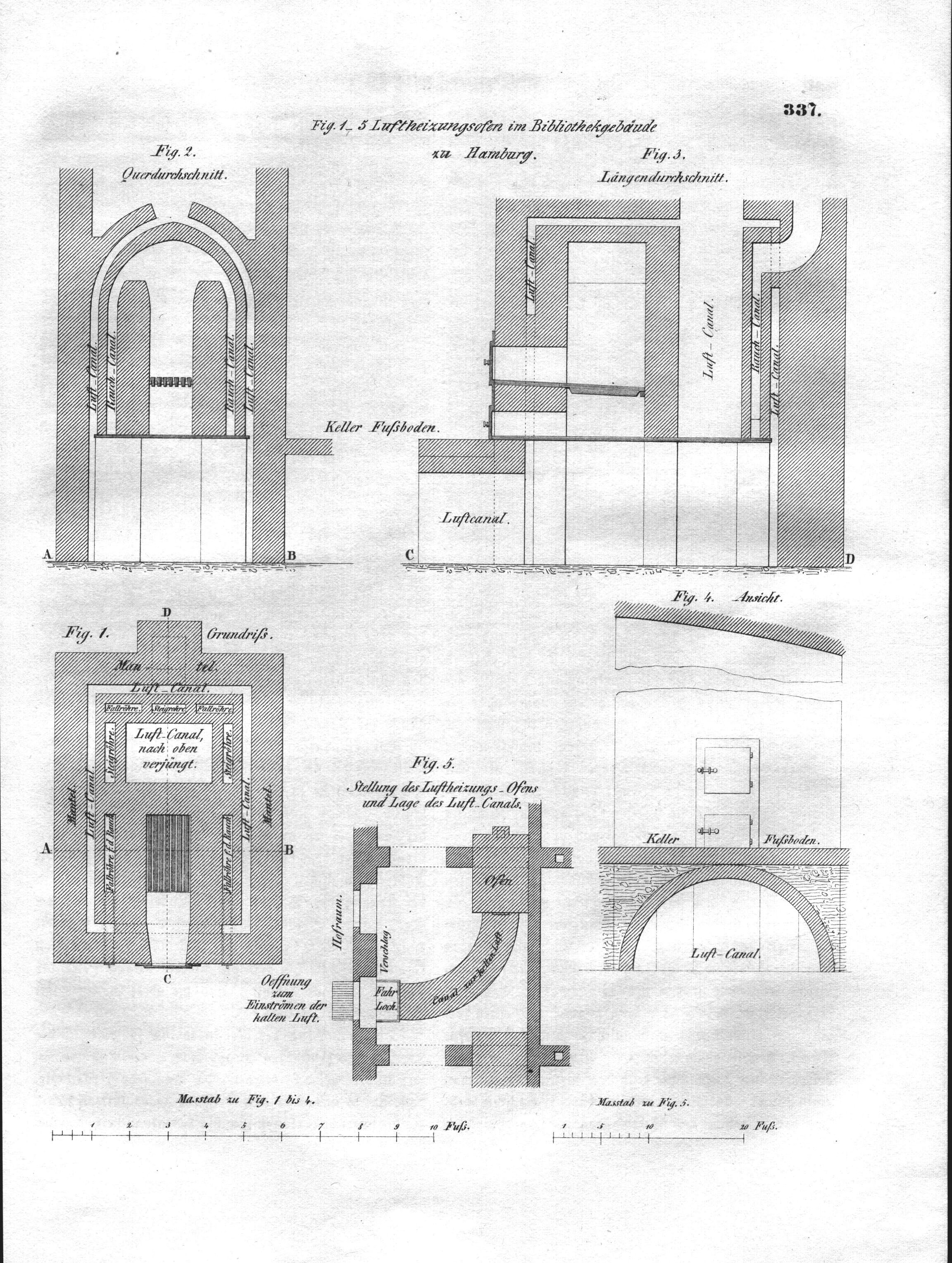
Konstruktion eines Luftheizungsofens (Allgemeine Bauzeitung 1839)

## Zerstörung und Nachnutzung

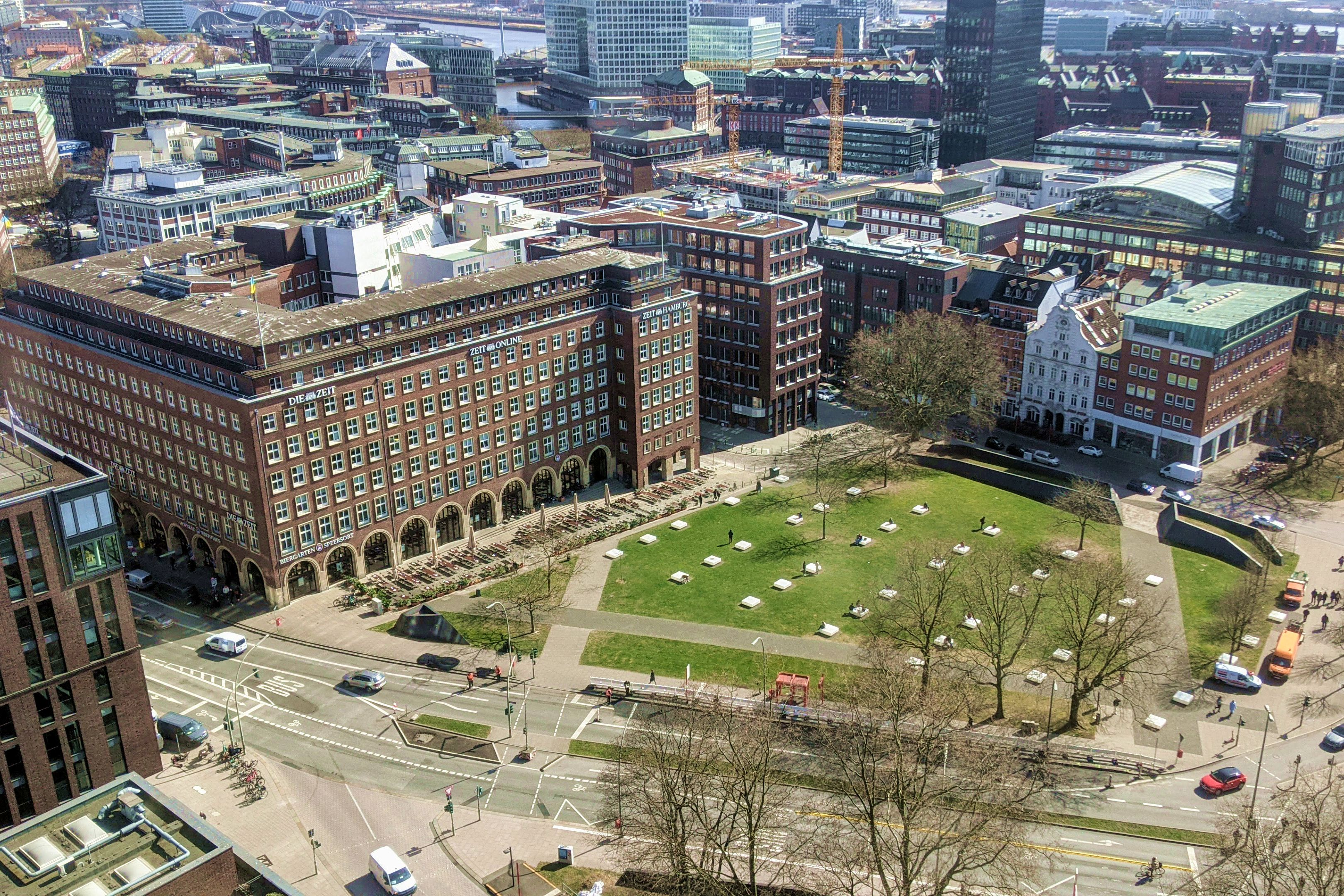
Der Domplatz heute: Die Arkaden des Helmut-Schmidt-Hauses sind ein Zitat des Johanneums, das auf einem Teil der heutigen Grünfläche stand. Unten die Domstraße, für deren Bau die Reste des Johanneums weichen mussten.

Im Zweiten Weltkrieg wurde das Gebäude mehrfach bei Luftangriffen getroffen: In der Nacht vom 24. auf den 25. Juli 1943 (Operation Gomorrha) brannten der Mittelbau und der Ostflügel komplett aus, der Westflügel wurde am 18. Juni 1944 von einer Sprengbombe weitgehend zerstört. Von über 800.000 Bänden der Staatsbibliothek konnten nur etwa 160.000 gerettet werden, von den 188.000 Bänden der Commerzbibliothek nur 14.000.
Die letzten Reste des Westflügels und die Arkadenreihe am Speersort wurden bis 1955 zugunsten der neuangelegten Domstraße abgetragen. Das übrige Gelände ist seither unbebaut und wurde jahrzehntelang als Parkplatz genutzt; mehrere Anläufe zu einer Neubebauung scheiterten bisher. Seit 2008 ist der Platz als Grünfläche gestaltet. Die Arkadenreihe des einstigen Johanneums wird jedoch bis heute vom östlich benachbarten Helmut-Schmidt-Haus (1938 erbaut als Pressehaus und bekannt als Sitz der Wochenzeitung Die Zeit) zitiert, ebenso vom 1914 von Fritz Schumacher erbauten neuen Johanneum in Winterhude.